# Gulfcrest
Gulfcrest est un census-designated place situé dans l’État américain de l'Alabama, dans le comté de Mobile.

## Démographie
| 2000 | 2010 | - | - | - | - |
| ---- | ---- | - | - | - | - |
| 127  | 161  | - | - | - | - |